# ИП Пирогова
«ИП Пирогова» — российский комедийный телесериал. Производством сериала занималась компания Yellow, Black and White. Главную роль в сериале исполнила актриса Елена Подкаминская. Премьера состоялась на телеканале «Супер» (ныне «Суббота!») 18 февраля 2019 года. По итогам первого сезона сериал получил премию ТЭФИ в номинации «Лучший дневной телевизионный сериал».

## Показ
Премьера первого сезона состоялась 10 февраля 2019 года на платформе «START», а 18 февраля состоялась телевизионная премьера сериала на «Супер».
Премьера второго сезона состоялась на телеканале «Супер» 28 октября 2019 года.
Премьера третьего сезона, который насчитывал в себе 13 новых серий, состоялась 25 апреля 2020 года на платформах «START» и «Premier», а на телеканале «Супер» — 12 мая 2020 года.
Летом 2020 года проходили съёмки четвёртого сезона сериала. Съёмки проходили в Москве и в Санкт-Петербурге. Премьера состоялась 29 апреля 2021 года на видеоплатформе «START».
12 января 2022 года стартовали съёмки финального пятого сезона сериала. Премьера состоялась 7 июня 2022 года на видеоплатформе «START». Заключительная серия вышла 30 августа 2022 года.

## Сюжет
Главная героиня сериала Вера Пирогова после 15 лет брака сталкивается с изменой мужа и разочаровывается в семейной жизни. Расставшись с супругом, женщина решает заниматься бизнесом по выпечке тортов, что раньше было её увлечением.

## В ролях
| Актёр                      | Роль |
| -------------------------- | --- |
| Елена Подкаминская         | Вера Викторовна Пирогова, кондитер, мать Юли, главная героиня (1—5 сезоны)                                                              |
| Данила Дунаев              | Дмитрий Михеев, бывший муж Веры Пироговой, отец Юли, чиновник (1—4 сезоны)                                                              |
| Александр Константинов     | Андрей Ильич Свиридов, бывший однокурсник, возлюбленный / жених Веры Пироговой, владелец студии звукозаписи (1—5 сезоны)                |
| Александр Панкратов-Чёрный | Виктор Павлович Пирогов, пенсионер, отец Веры и Саши и дед Юли, водитель (1—5 сезоны)                                                   |
| Ксения Теплова             | Александра Викторовна Пирогова, младшая сестра Веры Пироговой, девушка / невеста / жена Валентина Вольского (1—5 сезоны)                |
| Дмитрий Лысенков           | Валентин Николаевич Вольский, бухгалтер и юрист, парень / жених / муж Александры Пироговой (1—5 сезоны)                                 |
| Василина Юсковец           | Юлия Дмитриевна Михеева, дочь Веры и Дмитрия, школьница, затем — студентка (1—5 сезоны)                                                 |
| Дарья Щербакова            | Лиза, подружка Юли (1—5 сезоны) |
| Елена Валюшкина            | Надежда Семёновна, соседка Пироговых по подъезду, новая владелица кафе «Пирогова» (1—2, 5 сезоны)                                       |
| Галина Безрук              | Майя, соседка Пироговых по подъезду, любовница / невеста / жена Дмитрия Михеева (1—4 сезоны)                                            |
| Елена Муравьёва            | Алла Викторовна, учительница русского языка (1 сезон)                                                                                   |
| Александр Обласов          | Виктор, участковый, муж / бывший муж Надежды Семёновны (1—2, 5 сезоны)                                                                  |
| Антон Лапенко              | Игнат, лучший друг Валентина Вольского (1—3 сезоны)                                                                                     |
| Сергей Бачурский           | Ефим Борисович, консьерж, лучший друг Виктора Павловича (1—5 сезоны)                                                                    |
| Наталья Суркова            | Валентина Николаевна Вольская, мама Валентина Вольского (1—5 сезоны)                                                                    |
| Татьяна Филатова           | Людмила Васильевна, соседка Пироговых по подъезду (1—5 сезоны)                                                                          |
| Сергей Соцердотский        | Павел, звукорежиссёр на студии (1—4 сезоны)                                                                                             |
| Наиль Абдрахманов          | Данила Васильевич Смолин, кондитер, парень Жени (2—5 сезоны)                                                                            |
| Сергей Стёпин              | Николай Вольский, отец Валентина Вольского (3—5 сезоны)                                                                                 |
| Алексей Агранович          | Денис Алексеевич Драгункин, владелец сети ресторанов «Бальзак Гурме», бывший бизнес-партнёр и бывший парень Веры Пироговой (3—5 сезоны) |
| Анфиса Черных              | Зоя, помощница Дениса Алексеевича (3—4 сезоны)                                                                                          |
| Виктория Заболотная        | Любовь Артёмовна Свиридова, бывшая жена Андрея (1—2, 5 сезоны)                                                                          |
| Микаэл Джанибекян          | Марат Давидович, бандит, владелец / бывший владелец кафе «Пирогова» (2—4 сезоны)                                                        |
| Никита Беляков             | Кирилл, парень / жених Юли (3—5 сезоны)                                                                                                 |
| Игорь Юдин                 | Владислав Островский, кондитер (4—5 сезоны)                                                                                             |
| Борис Зверев               | Степан, кондитер (4 сезон) |
| Ян Цапник                  | Анатолий Лебедев, ведущий шоу «Лучший кондитер России» (5 сезон)                                                                        |
| Кристина Кучеренко         | Евгения, бывшая девушка Андрея, девушка Данилы (5 сезон)                                                                                |
| Алексей Маклаков           | Василий Михайлович, друг Виктора (5 сезон)                                                                                              |

### Камео
- Яна Кошкина — камео (1 сезон)
- Тимур Родригез — камео (1 сезон)
- Ренат Агзамов — камео (1 сезон)
- Сергей Глушко — камео (2 сезон)
- Пётр Кулешов — камео (2 сезон)
- Александр Панайотов — камео (4 сезон)
- Роман Курцын — камео (4 сезон)
- Глюкоза — камео (5 сезон)
- Денис Клявер — камео (5 сезон)

## Список сезонов
| Сезон | Сезон | Серии | Период трансляции           |
| ----- | ----- | ----- | --------------------------- |
|       | 1     | 20    | 18 февраля — 20 марта 2019  |
|       | 2     | 13    | 28 октября — 14 ноября 2019 |
|       | 3     | 13    | 25 апреля — 22 мая 2020     |
|       | 4     | 20    | 29 апреля — 17 июля 2021    |
|       | 5     | 13    | 7 июня — 30 августа 2022    |

## Эпизоды

### Сезон 1
| № серии | Описание | Премьера        |
| ------- | --- | --------------- |
| 1       | Домохозяйка Вера узнаёт, что муж Дима ей изменяет. Сестра Саша советует действовать решительно — найти любовницу и отомстить.               | 18 февраля 2019 |
| 2       | Отец Веры Виктор Павлович разворачивает войну с ехидной соседкой-кондитершей. А Пирогова пытается наладить контакт с дочкой Юлей.           | 18 февраля 2019 |
| 3       | Среди клиентов Веры оказывается подосланный сотрудник налоговой службы. Бухгалтер Валентин советует ей дать взятку, чтобы сохранить бизнес. | 19 февраля 2019 |
| 4       | В надежде поближе подобраться к Саше Валентин становится юристом и бухгалтером ИП Пирогова. Но работать особо не над чем — клиентов нет.    | 20 февраля 2019 |
| 5       | Виктор Павлович пытается вызвать ревность соседки Надежды, ухлёстывая за другой барышней. Саша берётся раскручивать бизнес сестры.          | 21 февраля 2019 |
| 6       | Пироговы вынужденно живут вместе. Виктор Павлович даёт инструкции Валентину, как покорить сердце своей младшей дочери.                      | 25 февраля 2019 |
| 7       | От лучшей подруги дочери Вера узнаёт, что Юля пустилась во все тяжкие. Ради неё Пирогова решается на мнимое воссоединение с мужем.          | 26 февраля 2019 |
| 8       | Вера пытается попасть на мастер-класс именитого кондитера. Муж Дима и бывший возлюбленный Андрей стараются достать билет на мероприятие.    | 27 февраля 2019 |
| 9       | Вера теряет конверт клиента, в котором указан пол ребёнка. Саша находит способ навсегда избавиться от Валентина — устроить скандал.         | 28 февраля 2019 |
| 10      | Валентин просит у Веры помощи в любовных делах. Провинившийся Андрей пытается добиться расположения возлюбленной необычным способом.        | 4 марта 2019    |
| 11      | Юля испытывает проблемы в общении с учительницей и просит маму испечь тортик. Когда Вера отказывается, на помощь приходит Виктор Павлович.  | 5 марта 2019    |
| 12      | Дима продолжает вымаливать прощение у жены. Юля просит Андрея сыграть роль её отца, чтобы тот отчитался перед строгой учительницей.         | 6 марта 2019    |
| 13      | Вера готовит на чужой кухне. Виктор Павлович узнаёт, что Надежда осталась одна в день своего рождения. Самое время покорить сердце соседки. | 7 марта 2019    |
| 14      | Юля склоняет маму к тому, чтобы наладить отношения с мужем. Вера не знает, с кем ей стоит остаться, и предпочитать держать дистанцию.       | 11 марта 2019   |
| 15      | Виктор Павлович ушёл работать к конкурентам, и Вера с трудом справляется с доставкой заказов. Андрей просыпается в квартире любовницы.      | 12 марта 2019   |
| 16      | Самонадеянная хозяйка сети супермаркетов «Роза» объявляет всем домашним пекарям в лице Пироговой войну. Вера теряет заказы.                 | 13 марта 2019   |
| 17      | Андрей приглашает Веру на ужин в Париже. Нужно всего лишь оставить все дела и вовремя приехать в аэропорт с загранпаспортом.                | 14 марта 2019   |
| 18      | Вера встречает в кафе бывших одногруппников, которые приглашают её на званый ужин. Это удачная возможность найти инвестора для кафе.        | 18 марта 2019   |
| 19      | Вера понимает, что могла бы построить свою жизнь с любящим Андреем, а не выходить замуж за Диму. Сестра уговаривает её и полететь в Париж.  | 19 марта 2019   |
| 20      | Вера счастлива с Андреем. Он подарил ей волшебную ночь и желанное помещение для кафе. Остаётся найти деньги на ремонт и развестись с Димой. | 20 марта 2019   |

### Сезон 2
| № серии | Описание | Премьера        |
| ------- | --- | --------------- |
| 1 (21)  | Прошло полгода. Дима в СИЗО, объявилась жена Андрея, а новоиспечённая хозяйка бизнеса пытается открыть кафе в своём доме.                    | 28 октября 2019 |
| 2 (22)  | Открытие кондитерской на грани срыва. Умер сосед Пироговых, а крышка гроба рядом с кафе совсем не вдохновляет на дегустацию десертов.        | 28 октября 2019 |
| 3 (23)  | Неприятности с трубами в кондитерской устранены, самое время нанять помощника кондитера. Вера берёт на работу беременную Катю.               | 29 октября 2019 |
| 4 (24)  | Младший кондитер Данила пытается охмурить Сашу, но верная невеста бухгалтера непреклонна. У Пироговой проблемы с соседкой, живущей над кафе. | 30 октября 2019 |
| 5 (25)  | Владелица сети супермаркетов «Роза» планирует стать деловым партнёром Пироговой. Но при условии, что у неё будет 51 % акций бизнеса.         | 31 октября 2019 |
| 6 (26)  | Женатая пара, владеющая сетью семейных ресторанов, предлагает Пироговой стать их постоянным поставщиком.                                     | 5 ноября 2019   |
| 7 (27)  | Дима вернулся домой из тюрьмы, и теперь Вере приходится врать, сбегать и придумывать оправдания, почему они не могут быть вместе.            | 5 ноября 2019   |
| 8 (28)  | Вера официально встречается с Андреем, а сама мэрия сделала крупный заказ в кондитерской Пироговой. Осталось рассказать обо всём Юле.        | 6 ноября 2019   |
| 9 (29)  | Клиентов у кафе почти нет, долги копятся, и приходится соглашаться на самые невообразимые заказы. Валентин уходит из кондитерского бизнеса.  | 7 ноября 2019   |
| 10 (30) | Люба согласилась на развод с Андреем. Но по условиям брачного договора ему придётся отдать ей студию или кондитерскую Пироговой.             | 11 ноября 2019  |
| 11 (31) | По договору Любе досталась кондитерская, и теперь репутация кафе висит на волоске. Виктор Павлович сватается к матери бухгалтера Валентине.  | 11 ноября 2019  |
| 12 (32) | Пока в бизнесе все хорошо, отношения между Димой и Верой накаляются, а Саша узнает страшную правду о Приветике.                              | 12 ноября 2019  |
| 13 (33) | Неудавшийся день рождения, шантаж и много секретов! В финале сезона «ИП Пирогова» все герои окажутся перед сложным выбором.                  | 13 ноября 2019  |

### Сезон 3
| № серии | Описание | Премьера       |
| ------- | --- | -------------- |
| 1 (34)  | Прошло полгода: Приветик пропал, в кафе появился новый работник, Дима сделал сложный выбор, а Вера готовится к встрече, которая может изменить ее жизнь. | 25 апреля 2020 |
| 2 (35)  | Чтобы получить большой приз, Вере надо придумать новый десерт. Вот только ей мешает аллергия… и новый бизнес Андрея.                                     | 25 апреля 2020 |
| 3 (36)  | Внезапный гость сильно портит отношения Веры и Андрея, а в кафе «ИП Пирогова» заводятся аферисты.                                                        | 2 мая 2020     |
| 4 (37)  | Пока Вера сталкивается с невыносимыми требованиями своего нового босса, соперничество Вали и Дани выходит на новый уровень.                              | 2 мая 2020     |
| 5 (38)  | Саша выбирает лучшего отца для своего ребенка, а Вера узнает Дениса Алексеевича с неожиданной стороны.                                                   | 9 мая 2020     |
| 6 (39)  | Кафе «ИП Пирогова» участвует в подмосковной ярмарке сладостей. Кажется, Веру ждет встреча с давним конкурентом.                                          | 9 мая 2020     |
| 7 (40)  | В «ИП Пирогова» приходит пожарный инспектор. Чтобы не платить взятку, Вере придется обратиться за помощью, но к кому?                                    | 16 мая 2020    |
| 8 (41)  | Вера готовит заказ втайне от остального персонала, а Валя идет на изощренный обман.                                                                      | 16 мая 2020    |
| 9 (42)  | Пока сотрудники «ИП Пирогова» вычисляют анонимного хейтера, Вера с ужасом узнает, для кого приготовила праздничный торт.                                 | 18 мая 2020    |
| 10 (43) | Кто-то разнес кафе «ИП Пирогова». Сотрудники пытаются вычислить злоумышленника, но не подозревают, что это может быть один из них.                       | 19 мая 2020    |
| 11 (44) | Кондитерской «ИП Пирогова» исполняется 1 год! Сотрудники решают, кто из них был бы лучшим начальником.                                                   | 20 мая 2020    |
| 12 (45) | Пока Вера и Дима знакомятся с парнем своей дочери, Валя хочет избавиться от своего «нового» родственника.                                                | 21 мая 2020    |
| 13 (46) | Саша готовится к родам, а Вере предстоит очень сложный выбор.                                                                                            | 22 мая 2020    |

### Сезон 4
| № серии | Описание | Премьера       |
| ------- | --- | -------------- |
| 1 (47)  | Вера приняла приглашение приехать в Санкт-Петербург, чтобы подготовить открытие кафе-пекарни. Клиентов пока мало, а новый и весьма самоуверенный кондитер за её спиной разрабатывает свои рецепты для витрины. Вера должна доказать этому выскочке, что её десерты лучше. У её родных свои причины для споров. Валентин торопит Сашу с родами — дата для этого самая подходящая, а вот его методы — не очень. | 29 апреля 2021 |
| 2 (48)  | Вера готовится встречать туристов традиционной кухней, что идёт вразрез с концепцией кондитерской. Как и то, что последует за угощением. У Валентина тоже своя стройная картина мира — относительно детской для будущего малыша. Но её рушит кроватка, история которой вызывает немало вопросов. А тем временем семейный бизнес под угрозой. Родных Веры ждут плохие новости, впрочем, и её саму тоже.        | 29 апреля 2021 |
| 3 (49)  | Как сообщить неприятную новость? Денис Алексеевич собирается с духом, чтобы поговорить о назревшей проблеме. Но ему всё время что-то или кто-то мешает. А может, дело в нём самом? Кондитерская Пироговых находится на грани банкротства. Всем сохранять спокойствие.. Есть гениальная идея, как привлечь новых клиентов. Оценят ли остальные смелый бизнес-план Валентина?                                   | 6 мая 2021     |
| 4 (50)  | Вера возвращается домой, к старой жизни. А в ней её ждёт немало забот. Пироговы рискуют потерять кондитерскую. Новый покупатель готов выкупить помещение и открыть собственный бизнес. Андрею нужны деньги, и идти на уступки он не намерен. Конфликт интересов может перерасти в бандитские разборки. Саша привыкает к роли матери, и ей не важно, кто отец ребёнка. Но потенциальный папа думает иначе.     | 6 мая 2021     |
| 5 (51)  | Вера надеется, что у них с Андреем всё налаживается. Ему не устоять перед её сюрпризом! Пирогов-старший тоже готов на жертвы во имя любви: он хочет быть молодым и красивым к приезду своей подруги. Но за всё приходится платить. Выписка из роддома должна пройти точно по плану. Кажется, у Валентина всё схвачено. Что может пойти не так?                                                                | 13 мая 2021    |
| 6 (52)  | Андрей не хочет попадаться Вере на глаза, а у неё полно других забот. Мэр просит её об одолжении, и отказать ему никак нельзя. Обычным тортом тут не обойтись. Этот рецепт потребует немало смекалки и импровизации. Валентин ищет подход к собственному ребёнку, чтобы доказать, что из него выйдет лучший папа. А Виктор Павлович пытается пустить пыль в глаза сопернику.                                  | 13 мая 2021    |
| 7 (53)  | Вера готовит свадебный торт, но сосредоточиться ей сегодня не дадут. Бабушка жениха наблюдает за каждым её шагом. И не просто наблюдает — она берёт готовку в свои руки. Нужен отвлекающий манёвр! Виктор Павлович в кои-то веки нарасхват. Молодые родители решают развеяться и оставить ему ребёнка. Вот только у пенсионера свои планы: он ждёт визита подруги.                                            | 20 мая 2021    |
| 8 (54)  | Вера — не только хороший кондитер, но и заботливая мать. И она получает прекрасный шанс это доказать, когда узнаёт о проблемах дочери в университете. Юле грозит отчисление, но сама она отчего-то не переживает. На праздничном обеде у Пироговых собралось много гостей, и эффектное появление Марьяны — не единственный неприятный сюрприз.                                                                | 20 мая 2021    |
| 9 (55)  | Вера больше не может печь. Она должна сделать исключение для особого клиента, пока её сестра сталкивается с новыми причудами Валентина. | 27 мая 2021    |
| 10 (56) | В кондитерской Пироговых идут съёмки, которые могут подпортить репутацию семейному бизнесу. Свадьба Саши тоже оказывается под угрозой. | 27 мая 2021    |
| 11 (57) | Вера становится свидетельницей измены жены Марата с тренером по йоге и пытается скрыть чужую тайну. Валентин борется на руках с Романом Курцыным за право сняться в рекламе подгузников. | 3 июня 2021    |
| 12 (58) | На мальчишник по мотивам «Гарри Поттера» Виктор Павлович и Ефим Борисович вызывают стриптизершу, а девичник Саши превращается в квест по спасению нелегальных мигрантов. | 3 июня 2021    |
| 13 (59) | Свадьба — самый важный день в жизни Валентина. Его мечты сбываются, а вот к Саше лучше не подходить на пушечный выстрел. У неё с самого утра всё идёт не по плану. И невесте не стоит знать, что её сестра рискует испортить сразу две свадьбы. Но неприятный сюрприз скрывает не только Вера. | 10 июня 2021   |
| 14 (60) | Второй день свадьбы — прекрасный повод предаться воспоминаниям в кругу семьи Пироговых: «сногсшибательные» ухаживания Валентина, самое неудачное первое свидание Саши и капкейки с сюрпризом. Каждый уверен, что именно ему обязаны своим счастьем молодожёны. А чья-то история любви только начинается. | 17 июня 2021   |
| 15 (61) | Вера ищет кондитера и берет Юлю помощницей, но узнает, что деньги дочери нужны не просто так. Денис Алексеевич хочет порадовать Веру сюрпризом, и Виктор Павлович убеждает его, что она очень любит рыбалку. | 24 июня 2021   |
| 16 (62) | Валентин уверен, что новый кондитер Степан хочет его убить из-за неудачной шутки, а Саша решает ему подыграть. Вера и Денис Алексеевич оказываются запертыми в шкафу, потому что домой неожиданно приходит Юля со своим парнем. | 1 июля 2021    |
| 17 (63) | Валентин готовится к «Мозгобитве» и обманом уезжает жить к маме, чтобы выспаться. Веру смущает, что Денис Алексеевич делает ей поблажки и прикрывает косяки, и она решает приготовить ему десерт с васаби. | 8 июля 2021    |
| 18 (64) | Чат для молодых мам вносит сумятицу в жизнь Валентина и Саши. И если первый рад новым знакомствам, то вторая сильно переживает по этому поводу. Параллельно отношения Веры проходят через довольно непростой период. | 15 июля 2021   |
| 19 (65) | У главной героини появляется возможность показать всем свои кулинарные умения во время мероприятия в Петербурге. Валентин старается наладить отношения с супругой, а Виктор Петрович — с близким товарищем. | 16 июля 2021   |
| 20 (66) | Вера опоздала на самолет и едет в Питер с Андреем на машине. Валентин подслушивает разговор Степана, из которого узнает, что Марат хотят подставить, а за финансовые махинации могут арестовать и их кондитерскую. | 17 июля 2021   |

### Сезон 5
| № серии | Описание | Премьера        |
| ------- | --- | --------------- |
| 1 (67)  | Бизнес Пироговой в упадке, личная жизнь запутана, и даже Юля больше не нуждается в советах мамы. Вера принимает единственно правильное решение — отправляется в кругосветное путешествие с целью отдохнуть и перезагрузиться. Чтобы привести дела и жизнь в порядок, нужны силы и… много эклеров.                                                                                       | 7 июня 2022     |
| 2 (68)  | Сбывается заветная мечта Веры — она становится участником передачи «Лучший кондитер России». Но радость быстро сменяется горечью: бывший коллега Влад, который тоже борется за титул, ее предает. Возможно, все это происки ведущего, придирчивого и горделивого шефа Анатолия Лебедева.                                                                                                | 14 июня 2022    |
| 3 (69)  | Кулинарное творение Веры вынужденно становится одним из экспонатов благотворительного вечера. От того, как она преподаст избранной публике свои пончики, зависит очень многое. Саша тоже оказывается в центре внимания. Валя еще не успел сдать адвокатский экзамен, а уже втянул жену в звездный скандал, нарушив несколько законов.                                                   | 21 июня 2022    |
| 4 (70)  | Судьба испытывает Пироговых на прочность. Вера пытается угодить будущей бывшей девушке Андрея, которая совсем не заслужила такого. Виктор Павлович же встречается с предприимчивым другом из прошлого, который построил состояние на одной из афер пенсионера. Валентин приходит на помощь завистливому тестю, а Вера остается с соперницей один на один.                               | 28 июня 2022    |
| 5 (71)  | Кошмарный день рождения Жени прошел, а «черная полоса» в жизни Веры так и не закончилась. Заказов почти нет, клиенты капризны, отец не хочет помогать, а оправдания Андрея начинают надоедать. У других женщин семейства Пироговых и вовсе война. Юля решила съехать из общежития в родное «гнездо», где ее совсем не ждали. Саша с племянницей устроили битву за территорию.           | 5 июля 2022     |
| 6 (72)  | Новый день — новое испытание для Пироговых. Кокетливая соседка и ужасная кондитерша Надя стала новым владельцем кафе Веры. Виктор Павлович снова пытается завоевать ее расположение, но словесный арсенал его подводит. Его старшая дочь в свою очередь принимает сватов. Родители Кирилла больше походят на подростков, и Вера переживает, что ее дочь окажется под дурным влиянием.   | 12 июля 2022    |
| 7 (73)  | Любовные перипетии Веры уходят на второй план: в шоу «Лучший кондитер России» грядет новый конкурс, а это значит — новые испытания от непредсказуемого шефа Лебедева. Чтобы победить, придется воспользоваться запрещенными методами — просить помощь зала. Саша снова встречает Данилу. Он надеется встать на ноги и наконец увидеть своего ребенка, что грозит молодой маме разводом. | 19 июля 2022    |
| 8 (74)  | Вера вернула свое кафе, хотя новая хозяйка приносит с собой новые проблемы. Надежда никак не может разобраться с бывшим мужем, а отношения экс-супруги предпочитают выяснять именно в кондитерской. Чтобы Даня не подал в суд, Саша и Валя соглашаются познакомить Эдгара с биологической родней со стороны отца. Но встреча идет не по плану.                                          | 26 июля 2022    |
| 9 (75)  | На носу у Пироговой третье за два года открытие кафе, а испытания сыплются на нее как из рога изобилия. Женя узнала, что Андрей ушел именно из-за Веры. А странный клиент с особым заказом только усложнил и без того непростой день. Надежда борется с мужем за право владения имуществом, а Вольский продумывают стратегию защиты и очарования судей.                                 | 2 августа 2022  |
| 10 (76) | Сороковой день рождения Веры не задался с самого утра: всё в доме будто кричит о том, что она — старая. Романтично отметить праздник с Андреем тоже не удалось — им встретилась давняя знакомая. Саше и Вале тоже непросто: Даня и его адвокат имеют все шансы выиграть в суде, поэтому предлагают Вольским самые невообразимые условия опеки над Эдгаром.                              | 9 августа 2022  |
| 11 (77) | Ведущий шоу «Лучший кондитер России» поделил участников на команды. Вера и Влад должны вслепую приготовить десерты, но шеф утаил, что в финал пройдет только один из них. Кирилл уверен в том, что Юля беременна не от него. Неужели племянница собралась пойти по стопам Саши? Пироговы стараются разобраться в ситуации.                                                              | 16 августа 2022 |
| 12 (78) | Мэрия не оставляет Пирогову в покое: пока глава города изображает участливого к проблемам людей чиновника, Вера участвует в подковерных играх. Борьба за Эдгара же началась еще до начала судебного слушания. Валя пытается очаровать судью, которого уже успел вывести из себя, а Даня надеется перехитрить бывшего адвоката, известного своим мстительным нравом.                     | 23 августа 2022 |
| 13 (79) | Наступил финал шоу «Лучший кондитер России». Шеф Лебедев подготовил последний сюрприз для участников: самого непредсказуемого и загадочного судью, для которого нужно будет приготовить торт — Дениса. Андрей собирается сделать предложение Вере после съемок финала, а близкие Пироговой подсказывают, как лучше это сделать.                                                         | 30 августа 2022 |